# 15745 Yuliya
15745 Yuliya eller 1991 PM5 är en asteroid i huvudbältet som upptäcktes den 3 augusti 1991 av den belgiske astronomen Eric W. Elst vid La Silla-observatoriet. Den är uppkallad efter den ryska tolken Yuliya Germanova.
Den tillhör asteroidgruppen Amor.